# Atherix dispar
Atherix dispar är en tvåvingeart som beskrevs av Mario Bezzi 1909. Atherix dispar ingår i släktet Atherix och familjen bäckflugor.
Artens utbredningsområde är Syrien. Inga underarter finns listade i Catalogue of Life.